# アユトラ綱領
アユトラ綱領（アユトラこうりょう、スペイン語: Plan de Ayutla）は、メキシコから中央集権派の大統領であるアントニオ・ロペス・デ・サンタ・アナを排除するために1854年に書かれた綱領であり、メキシコの自由主義的改革（レフォルマ）の第一歩と考えられている。
アユトラ綱領をきっかけにして多くの反乱が引き起こされ、サンタ・アナは退任することになった。その後の大統領であるフアン・アルバレス、イグナシオ・コモンフォルト、ベニート・フアレスはいずれも自由主義派であった。新体制によって1857年メキシコ憲法が制定され、さまざまな自由主義的改革が実現されることになった。

## 成立の経緯
米墨戦争に敗北したメキシコは政治的混乱の中にあり、シエラ・ゴルダの反乱やユカタン・カスタ戦争といった先住民の反乱も引きおこされた。北部は特に状況が深刻で、グアダルーペ・イダルゴ条約によって広大な領土を失ったことはアパッチやコマンチェの反乱の原因になった。またカリフォルニア・ゴールドラッシュによって北メキシコの人々が北方に移住し、人口の過疎化がおきた。
混乱の収拾のために強い独裁者が必要と考える人々はマリアノ・アリスタ大統領を追放し、亡命していたサンタ・アナが1853年4月に大統領に返り咲いたが、サンタ・アナは権威主義的になり、増税やガズデン購入によって人気を失った。サンタ・アナにとって脅威だった自由主義者、とくにベニート・フアレスとメルチョル・オカンポはアメリカ合衆国に亡命し、ニューオーリンズで政府転覆の計画を立てた。
1854年はじめ、中央政府に従わないゲレーロ州のフアン・アルバレス将軍に怒ったサンタ・アナ大統領はゲレーロ最大の都市であるアカプルコを占領しようとし、アルバレスも戦争に備えた。アルバレス配下のイグナシオ・コモンフォルトは、大衆の支持を得るため、および反乱計画に理想主義的な側面を加えるために綱領を書かせた。綱領は1854年2月24日に起草され、3月1日にゲレーロ州アユトラで公布された。この綱領はニューオーリンズの亡命政治家によって書かれた文章の影響を受けていた。綱領はサンタ・アナを暴君として非難し、ガズデン購入を不法と宣言した。綱領はわずかな改正を加えた上で3月13日に反乱指導者たちに承認された。

## アユトラ革命
アルバレス軍は19か月にわたってサンタ・アナに対してゲリラ戦を戦った。ニューオーリンズの亡命政治家も彼らに武器を送って援助した。1855年夏にベニート・フアレスは亡命先からアカプルコに戻ってアルバレスと連合した。サンタ・アナは1855年8月12日に大統領から退位して亡命し、アルバレスが大統領に就任した。メキシコシティを占領した反乱軍は、ガズデン購入による損失を埋めあわせる目的でサンタ・アナの財産を差し押えた。

## その後
アユトラ綱領はレフォルマ（自由主義的改革）の基礎を築いた。アユトラ綱領によって権力を得た自由主義者たちは一連の改革法を制定した。これらの法は特に反聖職者的だった。フアレス法は軍人や聖職者などのための特別の裁判所を取り除いた。レルド法は土地の共有を個人の所有に変え、教会の土地を取り除くことを目的とした。イグレシアス法は教会の行うミサの費用を統制することを目的とした。
アルバレスを継いで大統領に就任したコモンフォルトは新憲法制定のための議会を招集した。フアレス法・レルド法・イグレシアス法は1857年メキシコ憲法の一部として組み込まれた。
ローマ教皇ピウス9世は新憲法の反聖職者的な点に反対した。メキシコ国内でも保守派およびカトリック教会はタクバヤ綱領 (Plan of Tacubaya) を公布してレフォルマと1857年憲法に反対し、レフォルマ戦争が引きおこされた。